# Ms. Jackson
«Ms. Jackson» (en español: «Sra. Jackson») es el título de una canción del grupo de hip hop estadounidense OutKast. Fue lanzado el 24 de octubre de 2000 como el segundo sencillo de su cuarto álbum Stankonia. Encabezó las listas de Estados Unidos en la semana del 17 de febrero de 2001, y ganó un Premio Grammy de 2002 por Mejor Actuación de Rap por un Dúo o Grupo. También alcanzó el número uno en Alemania y número dos en el Reino Unido. En octubre de 2011, NME lo colocó en el número 81 en su lista "150 Mejores Canciones de los últimos 15 años".

## Video musical
El video de «Ms. Jackson», dirigido por F. Gary Gray, cuenta con el dúo en una casa antigua. Big Boi en la limpieza de un coche, y André 3000 está haciendo mejoras en el hogar. La casa está llena de animales domésticos, en su mayoría perros, dos gatos, una tortuga, y un búho que a veces parece contribuir a la canción. A través de efectos de cámara, se hace a las mascotas asentir con la cabeza a la canción.
Empieza a llover, echando a perder el trabajo duro de Big Boi. La lluvia se convierte rápidamente en una tormenta, un rayo cae sobre el coche y hace que explote. Mientras tanto, André intenta mantener seca la casa, que cuenta con un techo lleno de goteras, con el uso de cubos. Big Boi intenta subir al techo y arreglar los agujeros bajo la lluvia.
Se apagan las luces de la casa, creando otro problema para André, que se dirige a tratar de arreglarlo. Big Boi, con un impermeable amarillo, está en la parte superior del techo y se pone mucho más molesto con su incapacidad de completar las reparaciones.
La luz finalmente vuelve. Big Boi se baja y se une a André, ayudando con el agua de lluvia. Después de esto, se aclara la tormenta casi al instante. Los dos se miran fijamente a través de un agujero del techo desgarrado por la tormenta, en el brillante cielo azul y el sol brillante.
El video funciona como una posible metáfora de las relaciones "tormentosas" del dúo con las madres de sus hijos y sus familias (temas expresados por el dúo en la canción). El tema de la tormenta se refiere en la canción, especialmente por André 3000: 
"Me and your daughter got a special thing going on/You say it's puppy love, we say it's full grown/Hope that we feel this, feel this way forever/You can plan a pretty picnic, but you can't predict the weather, Ms. Jackson." (en español:"Su hija y yo tenemos algo especial/Usted dice que es amor adolescente, nosotros decimos que está lleno de madurez/Espero que sintamos esto para siempre/Usted puede planificar un bonito día de campo, pero no puede predecir el tiempo, Sra. Jackson".)

## Lista de canciones
Reino Unido CD1
1. «Ms. Jackson» (UK Radio Edit) – 3:36
2. «Elevators (Me & You)» – 4:56
3. «Ms. Jackson» (Video) – 4:58

Reino Unido CD2
1. «Ms. Jackson» (Radio Mix) – 4:03
2. «Ms. Jackson» (Instrumental) – 4:34
3. «Sole Sunday» (Radio Mix) - 4:41
4. «Sole Sunday» (Instrumental) - 4:41

Sencillo CD Europa
1. «Ms. Jackson» (Radio Mix) – 4:03
2. «Ms. Jackson» (Instrumental) – 4:34

## Posicionamiento en listas
| Listas (2001)                          | Mejor posición |
| -------------------------------------- | -------------- |
| Alemania (Offizielle Deutsche Charts)  | 1              |
| Australia (ARIA)                       | 2              |
| Austria (Ö3 Austria Top 40)            | 3              |
| Bélgica (Flandes) (Ultratop 50)        | 2              |
| Bélgica (Valonia) (Ultratop 50)        | 5              |
| Canadá (Nielsen SoundScan)             | 9              |
| Dinamarca (Tracklisten)                | 3              |
| Estados Unidos (Billboard Hot 100)     | 1              |
| Estados Unidos (Hot R&B/Hip-Hop Songs) | 1              |
| Estados Unidos (Mainstream Top 40)     | 13             |
| Finlandia (OFC)                        | 8              |
| Francia (SNEP)                         | 5              |
| Irlanda (IRMA)                         | 5              |
| Italia (FIMI)                          | 9              |
| Nueva Zelanda (Recorded Music NZ)      | 5              |
| Noruega (VG-lista)                     | 1              |
| Países Bajos (Dutch Top 40)            | 1              |
| Reino Unido (UK Singles Chart)         | 2              |
| Rumania (Romanian Top 100)             | 6              |
| Suecia (Sverigetopplistan)             | 1              |
| Suiza (Schweizer Hitparade)            | 2              |